# Bowdoinham (Maine)
Bowdoinham est une ville américaine située dans le Comté de Sagadahoc, dans le Maine. Selon le recensement de 2020, sa population est de 3 047 habitants.